# 欧仁·瓦尔兰

由费利克斯·瓦洛东所绘的欧仁·瓦尔兰

路易·欧仁·瓦尔兰（法語：Louis Eugène Varlin，法語發音：[lwi øʒɛn vaʁlɛ̃]；1839年10月5日—1871年5月28日）是法国早期工人运动活动家、革命家；1871年成立的巴黎公社的主要领导人之一。
瓦尔兰原是一名装订工人；1865年参加第一国际并成为巴黎支部联合会主席；为普鲁东主义者，后来成为马克思主义者。
1870年9月成为国民自卫军中央委员会委员。
1871年3月18日参加了巴黎公社起义，3月26日当选巴黎公社委员；5月28日被俘，随后牺牲。